# 에우리도메 (위성)

에우리도메(Eurydome, 그리스어: Ευριδόμη) 또는 목성 XXXII는 목성의 자연 위성이다. 이 위성은 2001년 하와이 대학교의 스콧 S. 셰퍼드 천문학자 팀이 발견했다. 처음 발견했을 때에는S/2001 J 4라는 임시 명칭이 붙었다.
에우리도메의 지름은 3km이며, 평균 공전 거리가 23,231Mm로 공전 주기는 723.359일이며 궤도 경사각은 황도를 기준으로 149°이다. 목성을 기준으로는 147°이다. 궤도이심률은 0.3770으로 역행 운동을 한다.
이 위성의 이름은 2003년 8월 그리스 신화에서 제우스가 카리테스의 어머니라고 설명하는 에우리도메의 이름을 따서 지어졌다.
에우리도메 위성은 목성의 불규칙 역행 위성들의 모임인 파시파에 군 중 하나에 속해 있다.